# Диклофенак
Диклофена́к — нестероидный противовоспалительный препарат (НПВП) из группы производных фенилуксусной кислоты. В лекарственных формах используется в виде свободной кислоты, натриевой соли и калиевой соли.
Создан в 1966 году в исследовательской лаборатории фирмы «Сиба-Гейги» («Ciba-Geigy», на сегодняшний день — «Новартис»). Первоначально применялся в лечении ревматологических заболеваний, где важны оба компонента: выраженный противовоспалительный и мощный анальгетический эффект. Впоследствии область применения существенно расширилась. В настоящее время применяется в хирургии, травматологии, спортивной медицине, неврологии, гинекологии, урологии, онкологии, офтальмологии.
Диклофенак входит в перечень жизненно необходимых и важнейших лекарственных средств, однако специалисты предлагают полностью запретить его из-за увеличения (примерно на 40 %) риска инфарктов и других сердечно-сосудистых заболеваний при длительном приёме. Датские учёные провели крупное исследование, результаты которого показали, что среди пациентов, принимающих диклофенак, на 20—30 % чаще выявляются случаи первичного инфаркта, фибрилляции предсердий или смерти от ССЗ, чем среди тех, кто использует ибупрофен, напроксен или парацетамол. При этом, в случае сравнения с лицами, не принимающими обезболивающие препараты, риск ССЗ в группе диклофенака был выше на 50 %. По словам учёных, повышенный риск ССЗ наблюдался уже в течение первых 30 дней терапии диклофенаком. Кроме того, данный препарат был связан с повышенным риском желудочно-кишечных кровотечений (по сравнению с ибупрофеном).
Использование диклофенака в ветеринарии является спорным из-за его токсичности для птиц, которые питаются падалью. В Южной Азии, в частности, в Индии, численность трёх видов грифов Gyps bengalensis, Gyps indicus и Gyps tenuirostris сократилась в 1000 раз за 15 лет (с 1992 по 2007 год), что связывают с широким использованием диклофенака в скотоводстве. Препарат был запрещён для ветеринарного использования во многих странах.

## Медицинское применение
Диклофенак используется для лечения боли, воспалительных заболеваний и дисменореи.

### Лечение боли
Воспалительные расстройства могут включать в себя мышечно-скелетные боли, особенно артрит, ревматоидный артрит, полимиозит, дерматомиозит, остеоартрит, зубную боль, боль в области височно-нижнечелюстного сустава (ВНС), спондилоартрит, анкилозирующий спондилоартрит, приступы подагры и лечение боли в случаях камней в почках и жёлчных камней. Дополнительным показанием является лечение острой мигрени. Диклофенак обычно используется для лечения лёгкой или умеренной послеоперационной или посттравматической боли, особенно при наличии воспаления, и эффективен против менструальной боли и эндометриоза.
Было обнаружено, что диклофенак полезен при остеоартрите, но не при других видах долгосрочных скелетно-мышечных болей.
Это может также помочь с актиническим кератозом и острой болью, вызванной незначительными напряжениями, растяжениями и ушибами (синяки).
Во многих странах глазные капли продаются для лечения острого и хронического небактериального воспаления передней части глаз (например, послеоперационных состояний). Глазные капли Диклофенака также использовались для лечения боли при травматической абразии роговицы.
Диклофенак часто используется для лечения хронической боли, связанной с раком, в частности, если присутствует воспаление. Диклофенак можно комбинировать с опиоидами, если необходимо, например, с фиксированной комбинацией диклофенака и кодеина.

### Антираковые свойства
Работники компании «Repurposing Drugs in Oncology» (ReDO) провели анализ работ, посвящённых противоопухолевому эффекту диклофенака. Учёные отнесли его к сильным кандидатам на применение в качестве химиотерапии. В ходе исследований сравнивались результаты лечения пациентов, получавших и не получавших препарат. У тех пациентов, кому прописывали диклофенак, замечено снижение образования метастазов. У пациентов с опухолями груди, лёгкого и почки замедлялось прогрессирование заболевания. По мнению исследователей, противоопухолевые эффекты диклофенака в первую очередь связаны с его непосредственным действием как ингибитора циклооксигеназы. Также за противоопухолевую активность диклофенака могут отвечать такие его эффекты, как подавление роста питающих опухоль сосудов, иммуномодуляция, подавление активности тромбоцитов и метаболизма глюкозы.

## Показания
- воспалительные и дегенеративные заболевания опорно-двигательного аппарата: ревматоидный артрит, ювенильный ревматоидный артрит, анкилозирующий спондилит, остеоартроз, спондилоартриты, остеоартрит;
- заболевания позвоночника, сопровождающиеся болевым синдромом;
- ревматические заболевания внесуставных мягких тканей;
- острый приступ подагры (только для таблеток, покрытых кишечнорастворимой оболочкой);
- посттравматические и послеоперационные болевые синдромы, сопровождающиеся воспалением и отёком;
- гинекологические заболевания, сопровождающиеся болевым синдромом и воспалением (например, первичная альгодисменорея, аднексит);
- в качестве дополнительного средства при тяжёлых инфекционно-воспалительных заболеваниях уха, горла и носа, протекающих с выраженным болевым синдромом, например, при фарингите, тонзиллите, отите (за исключением таблеток ретард). Основное лечение заболевания проводят в соответствии с общепринятыми принципами, в том числе с применением этиотропной терапии. Изолированная лихорадка не является показанием к применению препарата;
- приступы мигрени (только для суппозиториев).

## Противопоказания
- Язва желудка или кишечника;
- Воспалительное заболевание кишечника, такие как болезнь Крона или язвенный колит
- Тяжёлая сердечная недостаточность (NYHA III / IV)
- Лечение боли при постановке операции по шунтированию коронарной артерии (CABG)
- Тяжёлая печёночная недостаточность (класс Child-Pugh C)
- Тяжёлая почечная недостаточность (клиренс креатинина <30 мл / мин)
- Анамнестические сведения о приступах бронхиальной астмы, крапивнице, остром рините, связанных с применением ацетилсалициловой кислоты или других НПВП, а также любыми препаратами, подавляющими выработку простагландинов;
- Проктит (только для суппозиториев);
- Повышенная чувствительность к диклофенаку и любым другим ингредиентам препарата.
- Препарат не рекомендуют применять в III триместре беременности (возможно подавление сократительной способности матки и преждевременное закрытие артериального протока у плода).

### С осторожностью применять
- Осторожно применять пациентам с ранее существовавшей печёночной порфирией, поскольку диклофенак может провоцировать приступы
- Осторожно применять пациентам с тяжёлыми, активными кровотечениями, такими как кровоизлияние в мозг
- НПВС в целом следует избегать во время лихорадки денге, поскольку оно вызывает (часто тяжёлую) капиллярную утечку и последующую сердечную недостаточность
- Предостережение для пациентов с задержкой жидкости или сердечной недостаточностью
- Может привести к возникновению новой гипертонии или ухудшению ранее существующей гипертонии
- Может вызывать серьёзные побочные эффекты кожи, такие как эксфолиативный дерматит, синдром Стивенса — Джонсона (SJS) и токсический эпидермальный некролиз (TEN), который может быть смертельным[16]

### Беременность и лактация
Применение диклофенака при беременности возможно только в тех случаях, когда ожидаемая польза для матери превышает потенциальный риск для плода. Препарат назначают в минимальной эффективной дозе. Так же, как и в случае применения других ингибиторов простагландин-синтетазы, эти рекомендации особенно важны в III триместре беременности (возможно подавление сократительной способности матки и преждевременное закрытие артериального протока у плода).
При приёме диклофенака внутрь в дозе 50 мг каждые 8 часов он проникает в грудное молоко, однако в столь малом количестве, что нет оснований ожидать каких-либо нежелательных явлений у ребёнка, находящегося на грудном вскармливании.
При необходимости назначения диклофенака в виде раствора для инъекций в период лактации следует решить вопрос о прекращении грудного вскармливания.

### Особые указания
Во время применения диклофенака необходимо тщательное медицинское наблюдение за теми больными, у которых имеются жалобы, указывающие на заболевания желудочно-кишечного тракта (ЖКТ); имеющими сведения в анамнезе о язвенном поражении желудка или кишечника; страдающими язвенным колитом или болезнью Крона, а также имеющими нарушения функции печени.
Во время применения диклофенака, так же, как и других НПВП, может повышаться уровень одного или нескольких печёночных ферментов. Поэтому при длительной терапии диклофенаком в качестве меры предосторожности показан контроль функции печени. Если нарушения со стороны функциональных показателей печени сохраняются или усиливаются, или если возникают клинические проявления заболеваний печени или другие симптомы (например, эозинофилия, сыпь и т. п.), диклофенак следует отменить. При этом гепатит на фоне применения диклофенака может возникнуть без продромальных явлений.
Осторожность необходима при назначении диклофенака больным печёночной порфирией, так как препарат может провоцировать приступы порфирии.
Поскольку простагландины играют важную роль в поддержании почечного кровотока, особая осторожность требуется при лечении пациентов с нарушениями функции сердца или почек, больных, получающих диуретические средства, а также больных, у которых имеется значительное уменьшение объёма циркулирующей плазмы крови любой этиологии, например, в период до и после массивных хирургических вмешательств. В этих случаях во время применения диклофенака рекомендуется в качестве меры предосторожности контроль функции почек. Прекращение применения препарата обычно приводит к восстановлению функции почек до исходного уровня.
Следует соблюдать осторожность при применении диклофенака у пациентов пожилого возраста. Это особенно актуально у ослабленных или имеющих низкую массу тела пожилых людей; им рекомендуется назначать препарат в минимальной эффективной дозе.
На фоне применения диклофенака в любое время может возникнуть (впервые или повторно) желудочно-кишечное кровотечение или развиться изъязвление/перфорация ЖКТ, сопровождающееся или не сопровождающееся симптомами-предшественниками. Более серьёзные последствия этих осложнений могут отмечаться у пациентов пожилого возраста. В тех редких случаях, когда у пациентов, получающих диклофенак, развиваются эти осложнения, препарат должен быть отменён.
При первом применении диклофенака, так же, как и других НПВП, в редких случаях могут развиться аллергические реакции, включая анафилактические и анафилактоидные реакции.
Диклофенак, благодаря своим фармакодинамическим свойствам, может маскировать проявления инфекционных заболеваний.
Диклофенак, так же, как и другие НПВП, может временно ингибировать агрегацию тромбоцитов. Поэтому у пациентов с нарушениями гемостаза необходим тщательный контроль соответствующих лабораторных показателей.
При длительном применении диклофенака, как и других НПВП, показан систематический контроль картины периферической крови.
Пациентам, у которых на фоне применения диклофенака возникает головокружение или другие нарушения со стороны ЦНС, включая нарушения зрения, не следует водить автомашину или управлять механизмами в период применения препарата.

## Побочное действие
При оценке частоты встречаемости различных побочных реакций использованы следующие градации: часто — более 10 %, иногда — 1–10 %, редко — 0,001–1 %, в отдельных случаях — менее 0,001 %.

### Со стороны пищеварительной системы
- Иногда — боли в эпигастральной области, тошнота, рвота, диарея, спазмы в животе, диспепсия, метеоризм, анорексия; повышение уровня аминотрансфераз в сыворотке крови; редко — гепатит, сопровождающийся или не сопровождающийся желтухой;
- Редко — желудочно-кишечное кровотечение (рвота кровью, мелена, диарея с примесью крови), язвы желудка и кишечника, сопровождающиеся или не сопровождающиеся кровотечением или перфорацией; Развитие изъязвления и / или кровотечения требует немедленного прекращения лечения диклофенаком. Большинство пациентов получает гастро-защитный препарат в качестве профилактики при длительном лечении (мизопростол, ранитидин 150 мг перед сном или омепразол 20 мг перед сном).
- В отдельных случаях — афтозный стоматит, глоссит, повреждения пищевода, возникновение диафрагмоподобных структур в кишечнике, расстройства со стороны дистального отдела толстой кишки, такие как неспецифический геморрагический колит, обострение язвенного колита или болезни Крона, запоры, панкреатит; молниеносный гепатит.

### Со стороны ЦНС и периферической нервной системы
- Иногда — головная боль, головокружение;
- Редко — сонливость;
- В отдельных случаях — нарушения чувствительности, включая парестезии, расстройства памяти, дезориентация, бессонница, раздражительность, судороги, депрессия, ощущение тревоги, ночные кошмары, тремор, психотические реакции, асептический менингит.

### Со стороны органов чувств
- В отдельных случаях — нарушения зрения (затуманивание зрения, диплопия), нарушения слуха, шум в ушах, нарушения вкусовых ощущений.

### Со стороны сердечно-сосудистой системы
- На основании обзора многочисленных клинических наблюдений сотрудник FDA доктор Дэвид Грэм сделал вывод, что приём диклофенака действительно увеличивает риск возникновения инфаркта миокарда[17].
- В отдельных случаях отмечают ощущение сердцебиения, боли в груди, повышение АД, усугубление застойной сердечной недостаточности.
- Согласно результатам исследования учёных Университетской клиники в Гентофте (Дания), частый приём данного лекарственного препарата в отдельных случаях ассоциирован с негативным воздействием на сердечно-сосудистую систему. Учёные предостерегают жителей стран, в которых болеутоляющие средства продаются без рецепта в любой аптеке, от кажущейся безобидности нестероидных противовоспалительных препаратов[18][19][неавторитетный источник].
- По сообщению британского медицинского журнала «The BMJ» («British Medical Journal») от 4 сентября 2018 года, исследование датских учёных, охватившее 6,3 миллиона жителей Дании в возрасте от 46 до 49 лет, показало, что диклофенак способен увеличить риск смертельных заболеваний на 50 %. Если вышеназванные данные верны, то выводы исследователей недостоверны, поскольку население Дании, по сведениям 2014 года, включая мужчин и женщин всех возрастов, не превышает 6 миллионов. Медики выявили тесную связь между применением диклофенака и различными заболеваниями сердечно-сосудистой системы, в частности, аритмией, ишемическим инсультом, сердечной недостаточностью и сердечным приступом, а также отметили, что принимавшие диклофенак пациенты в три раза чаще жаловались на проблемы с сердцем, чем те, которые употребляли парацетамол, ибупрофен или напроксен[20].

### Дерматологические реакции
- Иногда — кожные сыпи;
- Редко — крапивница;
- В отдельных случаях — буллёзные высыпания, экзема, мультиформная эритема, синдром Стивенса-Джонсона, синдром Лайелла (острый токсический эпидермальный некролиз), эритродермия (эксфолиативный дерматит), выпадение волос, реакции фоточувствительности; пурпура, в том числе аллергическая.
- Со стороны мочевыделительной системы: редко — отёки; в отдельных случаях — острая почечная недостаточность, гематурия, протеинурия, интерстициальный нефрит; нефротический синдром; папиллярный некроз.
- Со стороны системы кроветворения: в отдельных случаях — тромбоцитопения, лейкопения, гемолитическая анемия, апластическая анемия, агранулоцитоз.
- Реакции повышенной чувствительности: редко — бронхоспазм, системные анафилактические/анафилактоидные реакции, включая гипотензию; в отдельных случаях — васкулит, пневмонит.
- Местные реакции: при применении суппозиториев — возможны, местные реакции, обострение геморроя.

## Фармакологическое действие
Диклофенак натрия оказывает выраженное противовоспалительное, анальгезирующее и жаропонижающее действие.
Основным механизмом действия диклофенака, установленным в условиях эксперимента, считается торможение биосинтеза простагландинов. Простагландины играют важную роль в генезе воспаления, боли и лихорадки.
In vitro диклофенак натрия в концентрациях, эквивалентных тем, которые достигаются при лечении пациентов, не подавляет биосинтеза протеогликанов хрящевой ткани.
При ревматических заболеваниях противовоспалительные и анальгезирующие свойства диклофенака обеспечивают клинический эффект, характеризующийся значительным уменьшением выраженности таких проявлений заболеваний, как боль в покое и при движении, утренняя скованность и припухлость суставов, а также улучшением функционального состояния.
При посттравматических и послеоперационных воспалительных явлениях диклофенак быстро купирует боли (возникающие как в покое, так и при движении), уменьшает воспалительный отёк и отёк послеоперационной раны.
При применении диклофенака в таблетках и суппозиториях отмечен выраженный анальгезирующий эффект препарата при умеренной и сильной боли неревматического происхождения. Также было установлено, что диклофенак способен понижать болевые ощущения и снижать кровопотерю при первичной дисменорее.
Кроме того, диклофенак облегчает приступы мигрени (при применении в суппозиториях).
Существуют данные о противоопухолевом действии диклофенака, как и других НПВС, реализуемом посредством ингибирования COX-2 и ап-регуляции 15-PGDH.

### Калиевая соль диклофенака
Максимальная концентрация в крови при внутримышечном введении натриевой соли и при приёме внутрь калиевой соли отмечается через 20 минут. При краткосрочном применении калиевой соли диклофенака побочные эффекты незначительные и редкие.
Калиевая соль диклофенака в форме таблеток с немедленным высвобождением оказывает быстрое обезболивающее действие при лечении мигрени, поскольку концентрация препарата в плазме крови достигает максимальной в среднем через 1 час после приёма, а анальгезирующий эффект развивается через 60–90 мин. Калиевая соль диклофенака оказывает положительное влияние на сопутствующие симптомы, такие как тошнота и рвота. Калиевая соль диклофенака лучше растворяется в воде, по сравнению с другими формами.

## Фармакокинетика

### Всасывание
После приёма внутрь таблеток, покрытых кишечнорастворимой оболочкой, диклофенак полностью всасывается в кишечнике. Хотя всасывание происходит быстро, его начало может быть отсрочено из-за наличия у таблетки кишечнорастворимой оболочки. После однократного приёма 50 мг препарата Cmax отмечается в среднем через 2 ч и составляет 1,5 мкг/мл (5 мкмоль/л). Степень абсорбции находится в прямой зависимости от величины дозы.
В случае приёма таблетки диклофенака во время или после еды прохождение её через желудок замедляется (по сравнению с приёмом натощак), но количество всасывающегося диклофенака не изменяется.
Так как около половины диклофенака метаболизируется во время первого прохождения через печень (эффект «первого прохождения»), AUC в случае приёма диклофенака внутрь или ректального применения почти в 2 раза меньше, чем в случае парентерального введения препарата в эквивалентной дозе.
После повторных приёмов препарата показатели фармакокинетики не изменяются. При соблюдении рекомендуемого режима дозирования препарата кумуляции не отмечается.
Судя по количеству выводимого с мочой неизменённого диклофенака и его гидроксилированных метаболитов, после приёма таблетки ретард, покрытой плёночной оболочкой, из неё высвобождается и всасывается такое же количество активного вещества, как из обычной таблетки, покрытой кишечнорастворимой оболочкой. Тем не менее, системная биодоступность диклофенака, высвобождающегося из таблеток ретард, составляет в среднем 82 % от значения этого же показателя после приёма таблеток, покрытых оболочкой в той же дозе. Это обусловлено, возможно, другой выраженностью эффекта «первого прохождения» через печень для лекарственных форм с замедленным высвобождением активного вещества. Так как активное вещество высвобождается из таблетки ретард медленнее, то Cmax диклофенака в плазме крови меньше, чем в случае приёма таблетки, покрытой кишечнорастворимой оболочкой.
После приёма таблетки ретард 100 мг Cmax диклофенака в плазме достигается в среднем через 4 часа, среднее значение её составляет 0,5 мкг/мл (1,6 мкмоль/л). Приём пищи не оказывает клинически значимого влияния на всасывание активного вещества из таблеток ретард и его системную биодоступность.
В течение 24 часов наблюдения после приёма таблетки ретард 100 мг концентрация диклофенака в плазме составляет в среднем 13 нг/мл (40 нмоль/л). Степень абсорбции находится в прямой зависимости от величины дозы препарата.
После повторных приёмов препарата фармакокинетические показатели не изменяются. При условии соблюдения рекомендуемого режима дозирования препарата кумуляции не отмечается. Базальная концентрация диклофенака, определяемая утром перед приёмом очередной дозы, составляет около 22 нг/мл (70 нмоль/л) во время лечения диклофенаком в форме таблеток ретард в дозе 100 мг 1 раз в день.
Всасывание диклофенака из суппозиториев начинается быстро, хотя скорость его всасывания меньше по сравнению с аналогичным показателем при приёме внутрь таблеток, покрытых кишечнорастворимой оболочкой. После применения суппозитория ректального, содержащего 50 мг активного вещества, Cmax диклофенака в плазме достигается в среднем в пределах 1 часа, но величина Cmax, рассчитанная на единицу применяемой дозы, составляет примерно 2/3 от соответствующего показателя, регистрируемого после приёма внутрь кишечнорастворимой таблетки. Степень абсорбции находится в прямой зависимости от величины дозы препарата.
При повторных введениях препарата в виде суппозиториев фармакокинетические показатели не изменяются. При условии соблюдения рекомендуемого режима дозирования препарата кумуляции не отмечается.

### Распределение
Связывание с белками сыворотки крови — 99,7 %, преимущественно с альбумином (99,4 %). Кажущийся Vd составляет 0,12—0,17 л/кг.
Диклофенак проникает в синовиальную жидкость, где его Cmax достигается на 2—4 часа позже, чем в плазме крови. Кажущийся период полувыведения из синовиальной жидкости составляет 3—6 часов. Через 2 часа после достижения Cmax в плазме концентрация диклофенака в синовиальной жидкости выше, чем в плазме, и её значения остаются более высокими на протяжении периода времени до 12 часов.

### Метаболизм
Метаболизм диклофенака осуществляется частично путём глюкуронизации неизменённой молекулы, но, преимущественно, посредством однократного и многократного гидроксилирования и метоксилирования, что приводит к образованию нескольких фенольных метаболитов (3'-гидрокси-, 4'-гидрокси-, 5'-гидрокси-, 4',5-дигидрокси- и 3'-гидрокси-4'-метоксидиклофенака), большинство из которых превращается в глюкуронидные конъюгаты. Два фенольных метаболита биологически активны, но в значительно меньшей степени, чем диклофенак.

### Выведение
Общий системный плазменный клиренс диклофенака составляет 263±56 мл/мин. Конечный T1/2 составляет 1—2 часа. T1/2 четырёх метаболитов, включая два фармакологически активных, также непродолжителен и составляет 1—3 часа. Один из метаболитов, 3'-гидрокси-4'-метокси-диклофенак, имеет более длительный T1/2, однако этот метаболит полностью неактивен.
Около 60 % дозы препарата выводится с мочой в виде глюкуроновых конъюгатов неизменённого активного вещества, а также в виде метаболитов, большинство из которых тоже представляют собой глюкуроновые конъюгаты. В неизменённом виде выводится менее 1 % диклофенака. Оставшаяся часть дозы препарата выводится в виде метаболитов с жёлчью.

### Фармакокинетика в особых клинических случаях
После приёма препарата внутрь различий в абсорбции, метаболизме или выведении препарата, связанных с возрастом пациентов, не отмечается.
У детей концентрации диклофенака в плазме крови при приёме эквивалентных доз препарата (мг/кг массы тела) сходны с соответствующими показателями у взрослых.
У пациентов с нарушением функции почек при соблюдении рекомендованного режима дозирования кумуляции неизменённого активного вещества не отмечается. При клиренсе креатинина менее 10 мл/мин расчётные равновесные концентрации гидроксиметаболитов диклофенака примерно в 4 раза выше, чем у здоровых добровольцев, при этом метаболиты выводятся исключительно с жёлчью.
У пациентов с хроническим гепатитом или компенсированным циррозом печени показатели фармакокинетики диклофенака аналогичны таковым у пациентов с сохранной функцией печени.

## Режим дозирования

### Таблетки, покрытые кишечнорастворимой оболочкой
Таблетки следует проглатывать целиком, запивая жидкостью, во время или после еды.
Для взрослых рекомендуемая начальная доза — 100—150 мг/сут. В относительно лёгких случаях заболевания, а также для длительной терапии бывает достаточно 75—100 мг/сут. Суточную дозу следует разделить на несколько приёмов. При необходимости воздействовать на ночную боль или утреннюю скованность в дополнение к приёму препарата в течение дня назначают диклофенак в виде суппозиториев перед сном; при этом суммарно суточная доза не должна превышать 150 мг.
При первичной дисменорее суточную дозу подбирают индивидуально; обычно она составляет 50—150 мг. Начальная доза должна составлять 50—100 мг; при необходимости в течение нескольких менструальных циклов её можно повысить до 150 мг/сут. Приём препарата следует начинать при появлении первых симптомов. В зависимости от динамики клинических симптомов лечение можно продолжать в течение нескольких дней.
Детям с массой тела 25 кг и более назначают препарат в дозе из расчёта 0,5—2 мг/кг массы тела/сут (в 2—3 приёма, в зависимости от тяжести заболевания). Для лечения ревматоидного артрита суточная доза может быть максимально увеличена до 3 мг/кг (в несколько приёмов).
Применять таблетки, покрытые кишечнорастворимой оболочкой, 50 мг у детей не рекомендуется.

### Таблетки ретард (пролонгированного действия), покрытые плёночной оболочкой
Таблетки следует проглатывать целиком, во время или после еды.
Для взрослых рекомендуемая начальная доза — 100 мг (1 таб. ретард)/сут. Такая же доза применяется в относительно лёгких случаях заболевания, а также для длительной терапии. В тех случаях, когда симптомы заболевания имеют наиболее выраженный характер ночью или утром, таблетки ретард желательно принимать на ночь.
Не следует назначать таблетки ретард детям.

### Суппозитории
Для взрослых рекомендуемая начальная доза — 100—150 мг/сут. В относительно лёгких случаях заболевания, а также для длительной терапии бывает достаточно 75—100 мг/сут. Кратность применения — 2—3 раза. Для облегчения ночной боли или утренней скованности назначают диклофенак в суппозиториях перед сном, в дополнение к применению препарата в виде таблеток в течение дня; при этом суммарно суточная доза не должна превышать 150 мг.
При первичной дисменорее суточную дозу подбирают индивидуально; обычно она составляет 50—150 мг. Начальная доза должна составлять 50—100 мг; при необходимости в течение нескольких менструальных циклов её можно повысить до 150 мг/сут. Лечение следует начинать при появлении первых симптомов. В зависимости от динамики клинических симптомов лечение можно продолжать в течение нескольких дней.
При приступе мигрени начальная доза составляет 100 мг. Препарат назначают при первых симптомах приближающегося приступа. При необходимости в тот же день можно дополнительно применить диклофенак в суппозиториях в дозе до 100 мг. При необходимости продолжения лечения в последующие дни суточная доза препарата не должна превышать 150 мг (в несколько введений).
Детям с массой тела 25 кг и более назначают препарат в дозе из расчёта 0,5—2 мг/кг массы тела/сут (суточную дозу, в зависимости от тяжести проявлений заболевания, следует разделить на 2—3-разовые дозы). Для лечения ювенильного ревматоидного артрита суточная доза может быть максимально увеличена до 3 мг/кг (в несколько введений).
Применять суппозитории 50 мг и 100 мг у детей не рекомендуется.

## Передозировка
Типичной клинической картины, свойственной передозировке диклофенака, не существует.
Лечение острого отравления НПВП включает поддерживающую и симптоматическую терапию. Поддерживающее и симптоматическое лечение показано при таких осложнениях как снижение АД, почечная недостаточность, судороги, нарушения со стороны ЖКТ и угнетение дыхания. Маловероятно, что форсированный диурез, гемодиализ или гемоперфузия окажутся полезными для выведения НПВП, так как активные вещества этих препаратов в значительной степени связываются с белками плазмы и подвергаются интенсивному метаболизму.
В случае передозировки при приёме препарата внутрь в целях скорейшего предотвращения всасывания диклофенака следует провести промывание желудка и назначить активированный уголь.

## Лекарственное взаимодействие
Диклофенак может повышать концентрацию лития и дигоксина в плазме при одновременном применении с этими препаратами.
Диклофенак, как и другие НПВП, может уменьшать эффект диуретиков. Одновременное применение диклофенака с калийсберегающими диуретиками может привести к повышению уровня калия в крови (в случае такого сочетания лекарственных средств данный показатель следует часто контролировать).
Одновременное применение диклофенака с другими НПВП может повысить риск возникновения побочных эффектов.
Хотя в клинических исследованиях не установлено влияния диклофенака на действие антикоагулянтов, имеются отдельные сообщения об увеличении риска кровотечений в случаях их совместного применения. Рекомендуется тщательное наблюдение за пациентами, получающими эти препараты одновременно.
Диклофенак может быть назначен совместно с пероральными гипогликемическими препаратами и при этом эффективность последних не изменяется. Однако, известны отдельные сообщения о развитии в таких случаях как гипогликемии, так и гипергликемии, что обусловливало необходимость изменения дозы гипогликемических препаратов на фоне применения диклофенака.
Следует проявлять осторожность при использовании НПВП менее чем за 24 часа до начала применения или после окончания терапии метотрексатом, так как его уровень в крови (и, следовательно, токсичность) может повышаться.
Влияние НПВП на активность простагландинов в почках может усиливать нефротоксичность циклоспорина.
Имеются единичные сообщения о возникновении судорог у больных, принимавших одновременно НПВП и хинолоновые антибактериальные препараты.

## Условия и сроки хранения
- Таблетки, покрытые кишечнорастворимой оболочкой, 25 мг следует предохранять от воздействия влаги и хранить в недоступном для детей месте при температуре не выше 30 °C.
- Таблетки, покрытые кишечнорастворимой оболочкой, 50 мг следует хранить в недоступном для детей месте при температуре не выше 30 °C. Срок годности — 5 лет.
- Таблетки ретард, покрытые плёночной оболочкой, следует хранить в недоступном для детей месте при температуре не выше 30 °C. Срок годности — 5 лет.
- Суппозитории следует хранить в недоступном для детей месте при температуре не выше 30 °C. Срок годности — 3 года.

## Воздействие на окружающую среду
Использование Диклофенака в сельском хозяйстве в качестве противовоспалительного средства называется основной причиной катастрофической депопуляции грифов в Южной Азии. В результате грифы оказались на грани полного исчезновения, причём особенно пострадало поголовье бенгальского грифа, который прежде был, по некоторым данным, наиболее многочисленной из хищных птиц всего мира.
Сообщается, что использование диклофенака у животных привело к резкому снижению численности стервятников на индийском субконтиненте — 95%-е снижение к 2003 году и снижение на 99,9 % к 2008 году. Предполагается, что этот механизм является почечной недостаточностью, однако, токсичность может быть вызвана прямым ингибированием секреции мочевой кислоты у стервятников. Стервятники питаются тушами домашнего скота, которым был введён ветеринарный диклофенак и отравлены накопленным химическим веществом, поскольку у стервятников нет определённого фермента, чтобы разрушить диклофенак. На совещании Национального совета по охране дикой природы в марте 2005 года правительство Индии объявило о намерении поэтапно прекратить использование диклофенака в ветеринарии. Мелоксикам является более безопасным кандидатом для замены использования диклофенака. Это дороже, чем диклофенак, но цена снижается по мере того, как всё больше фармацевтических компаний начинают её производить.
Степные орлы имеют такую же уязвимость для диклофенака, как стервятники, и могут также стать жертвой этого. Было показано, что диклофенак также вредит пресноводным видам рыб, таким как радужная форель Напротив, стервятники Нового Света, такие как индюшачий гриф, могут выдержать, по крайней мере, 100-кратный уровень диклофенака, который является смертельным для видов грифа.
Потеря десятков миллионов стервятников за последнее десятилетие имела серьёзные экологические последствия на Индийском субконтиненте, которые представляют потенциальную угрозу для здоровья человека. Во многих местах популяции диких собак (Canis familiaris) резко возросли от исчезновения грифов. Грифы являются основными потребителями трупов диких и домашних животных. Рост числа собак представляет собой повышенный риск бешенства и связанные с жертвами почти 50 000 человек. Правительство Индии ссылается на это как одно из тех основных последствий исчезновения видов стервятников. Значительный сдвиг в переносе возбудителей трупов от стервятников к диким собакам и крысам может привести к пандемии болезней, вызвавшей миллионы смертей в переполненной стране, такой как Индия; тогда как пищеварительные системы стервятников безопасно уничтожают многие виды таких патогенов.
Потеря численности стервятников оказала социальное воздействие на индийскую зороастрийскую парскую общину, которая традиционно использует стервятников для уничтожения трупов людей в Башнях молчания, но теперь вынуждена искать альтернативные методы уничтожения трупов.
Несмотря на кризис стервятников, диклофенак остаётся доступным в других странах, включая многие страны в Европе. Он был спорно одобрен для применения в ветеринарии, в Испании в 2013 году и продолжает быть доступным, несмотря на то, что Испания является домом для около 90 % европейского населения грифа и независимое моделирование показывает, что препарат может уменьшить популяцию грифов на 1—8 % в год, Медицинское агентство Испании представило симуляции ситуации, предполагающие, что число смертей будет довольно небольшим.